# تریستان هوفمان
تریستان هوفمان (هلندی: Tristan Hoffman؛ زادهٔ ۱ ژانویهٔ ۱۹۷۰) دوچرخه‌سوار اهل هلند است.
از باشگاه‌هایی که در آن رکاب زده است می‌توان به تیم دوچرخه‌سواری تی‌وی‌ام اشاره کرد.